# Emboscada de Alsheim
La Emboscada de Alsheim fue una acción militar de segundo orden que tuvo lugar el 10 de septiembre de 1620 durante la fase palatina de la Guerra de los Treinta Años. En el transcurso de la invasión española e imperial del Palatinado Electoral, el ejército al mando de Ambrosio Spínola, marqués de los Balbases, que en un principio había procurado no entablar batalla en tanto no fuera necesario, acababa de tomar por asalto la villa de Bad Kreuznach el 9 de septiembre, de modo que las tropas palatinas, que hasta aquel momento habían tratado de evitar el enfrentamiento, comenzaron a actuar.

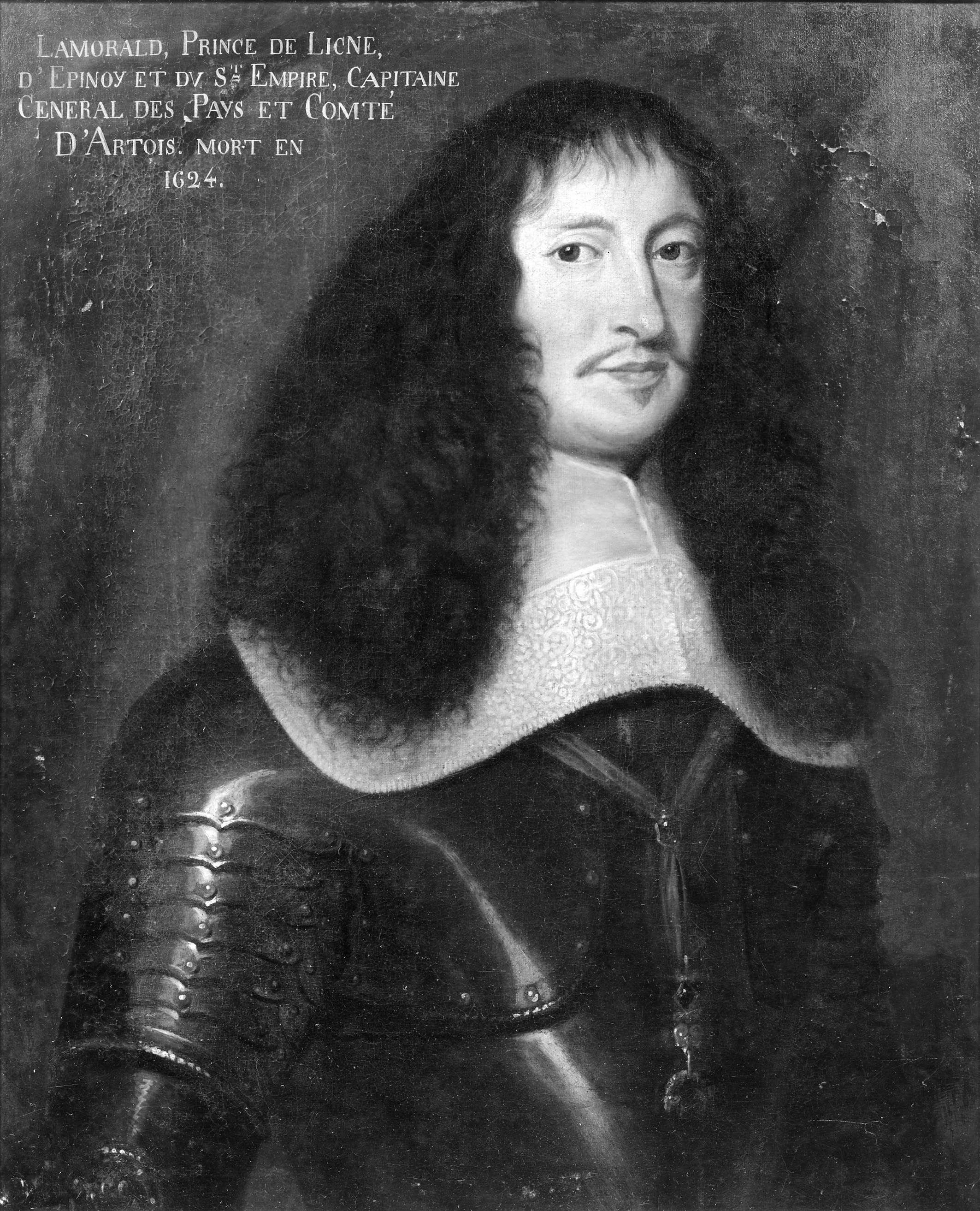
El príncipe Lamoral de Ligne.

Tras la toma de Bad Kreuznach, Spínola se dirigió a la villa de Alsheim resuelto a apoderarse de ella. En aquellas circunstancias, un batallón de caballería palatina compuesto por unos 500 hombres a las órdenes del coronel Johann Michel von Obentraut se adelantó hasta las cercanías de uno de los cuarteles de la caballería hispánica y preparó una emboscada a las tropas que allí estaban acampadas: dos compañías de arcabuceros a caballo al mando de Lamoral, príncipe de Ligne y de Epinoy; unos 200 hombres en total.
Cuando al amanecer del día 10 el príncipe de Ligne abandonaba su cuartel al frente de sus tropas, los jinetes de von Obentraut cayeron sobre ellos con gran ímpetu, sorprendiéndolos cuando pasaban sobre un estrecho puente de piedra. En el combate que se produjo, los palatinos mataron a cerca de 25 de los arcabuceros del príncipe y se apoderaron de su estandarte. El barón de Beaveis, un caballero borgoñón cuñado del príncipe, consiguió recuperarlo, pero cayó prisionero de los palatinos junto con varios gentilhombres y soldados. Según algunas fuentes, los muertos ascendieron a 50.

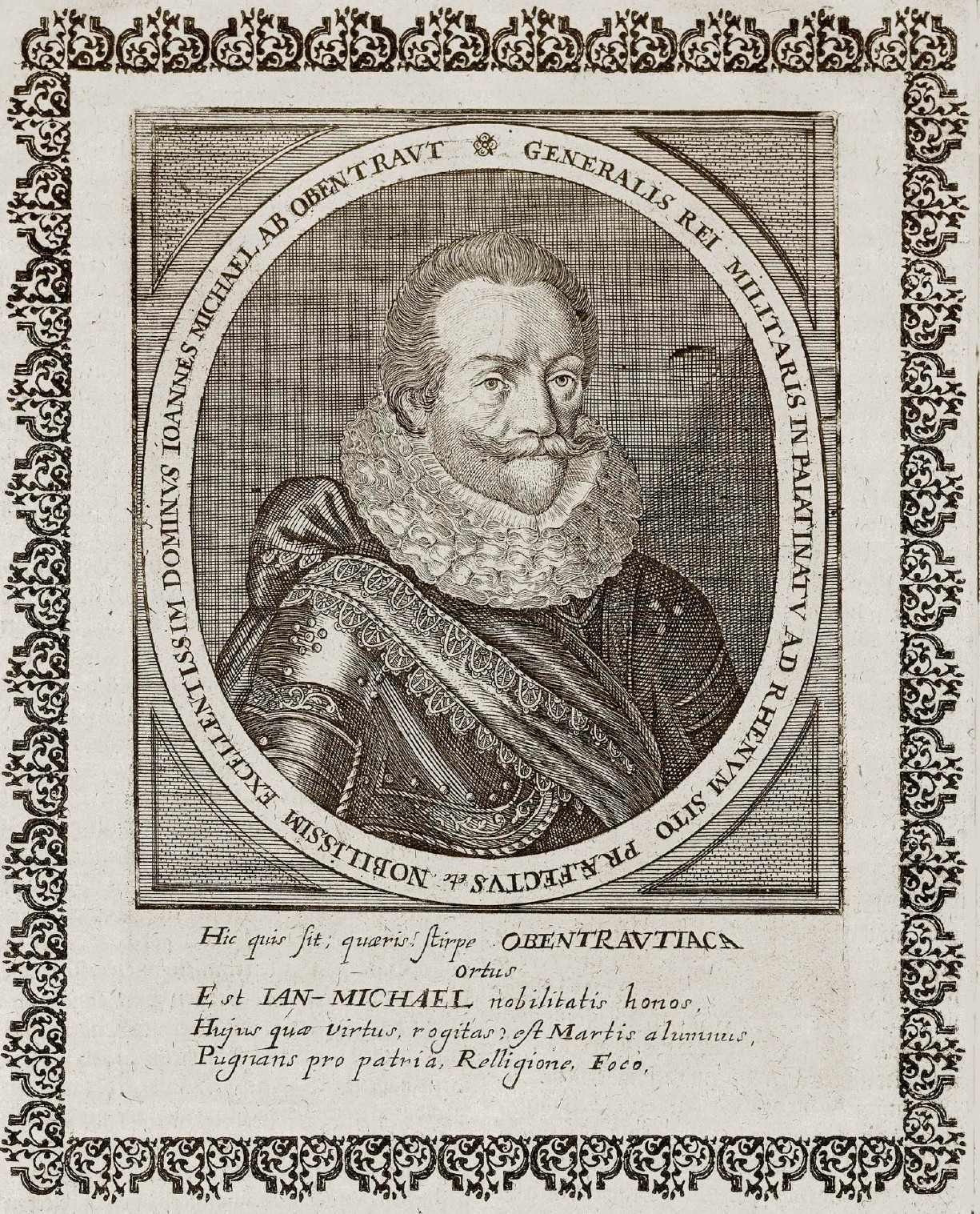
Johann Michel von Obentraut, representado en el Theatrum Europaeum.

Esta pequeña acción no tuvo ningún efecto en el curso de las operaciones, pero ayudó a preservar el honor de las tropas del Electorado. El marqués de los Balbases rindió Alsheim el mismo día sin necesidad de recurrir a las armas y prosiguió su campaña tomando Oppenheim el 14 de septiembre, cuya guarnición se había reducido a 1000 infantes tras una maniobra española de diversión sobre Worms. Von Obentraut, por su parte, continuó hostigando a los españoles y llegó a saquear trece iglesias del Obispado de Espira para tratar de distraer a las fuerzas católicas del Palatinado.
La población permanecería en poder español, hasta su toma por los suecos en diciembre de 1631.